# HD 209458 b
HD 209458 b (neformální jméno Osiris) je planeta mimo sluneční soustavu vzdálená 150 světelných let od Země.
Je to první extrasolární planeta, na které byly (Hubbleovým vesmírným dalekohledem) objeveny prvky uhlík a kyslík. NASA to oznámila 6. února 2005.
- Název: HD 209458b
- Vzdálenost od Země: 150 světelných let
- Vzdálenost od své hvězdy: 6 900 000 km
- Oběh: necelé 4 dny
- Třída: horký Jupiter